# 趙士強

趙士強（George Chao Shih-chiang ，1960年10月21日—），台灣棒球球員，因常保微笑而搏得「微笑喬治」（Smiling George）之稱，知名球評曾文誠評論「趙士強就是中華隊四棒的代表」。從小身材高人一等，原本就讀臺中市北屯國小，並加入籃球校隊，畢業後加入新成軍的東峰國中青少棒隊，因未超齡寄讀於忠孝國小，隨後入選第五代金龍少棒隊參加全國少棒選拔賽。國中就讀美和中學，於1975年與1976年隨美和青少棒隊出征美國，奪得世界青少棒冠軍；1976年在南區青少棒選拔賽中，因打出四支全壘打而被譽為「全壘打王」，自此奠定了趙士強以全壘打聞名的基礎。1982年至1984年間連續獲選中華成棒代表隊國手；尤其在1982年的第二十七屆世界盃棒球錦標賽，中華隊打出第三名的佳績，趙士強以高達五成三○的打擊率和七分打點，不僅拿下了大會所設置的打擊獎，更入選為大會明星球員。
由於他耀眼的成績，受到辛辛那提紅人隊的注意，但趙士強認為必須以國家為重，暫不考慮赴美生涯規劃。1983年，亞錦賽對日本之戰，投手郭泰源完封日本，九局上半是零比零，九局下半第四棒趙士強轟出再見全壘打，開啟中華隊的奧運之路。1984年趙士強在洛杉磯奧運擔任指定打擊及一壘手，擊出一支安打。同年，因為腰傷辭退世界盃國手的資格。10月30日，決定加盟日本業餘本田技研鈴鹿隊，並以月薪八萬元新台幣創下當時旅日業餘球員最高薪。1985年在出發赴日前，於11月29日在台北市立棒球場，與呂明賜展開了一場「巨砲對決」的全壘打王表演賽。
趙士強在1987年回國，於1988年起擔任味全隊的總教練，1990年中華職棒開打，味全龍隊找他擔任創始總教練，可惜於1990年2月因身體因素需長期休養，味全則由宋宦勳當總教練，並在季中任用徐生明為投手教練，隔年球季徐生明升任為總教練。

1992年1月27日，趙士強辭味全龍隊副領隊，當時正要進軍職棒的俊國熊隊，認為需要藉用他的行政專才，於是由董事長陳一平出面，聘請他擔任俊國職棒公司副總經理，不到一年便離職。1993年六月他重新回任味全副領隊。當台灣大聯盟宣布成立時，趙士強還以中職代表的身分，對於那魯灣職棒公司展開「一日一反問」的質疑，七月中，味全有意人事精簡，並要求趙士強不必隨球隊活動，趙認為味全有意架空，憤而辭職。八月，邱復生不計前嫌找上他，希望他擔任新球隊的總教練，趙考慮三週後欣然同意。
1997年台灣第二個職棒聯盟─台灣大聯盟正式於2月28日開打，趙士強接下嘉南勇士隊總教練一職。趙士強第一次帶兵出征，不過仍交出傲人的成績單，全季96場比賽，53勝42敗1和，以五成五八勝率，登上台灣大聯盟第一個季賽王座，而緊接著進行的年度總冠軍戰中，與台北太陽隊鏖戰七場之後，以四勝三敗戰績，成為台灣大聯盟第一個奪下年度總冠軍的隊伍，在完成階段性任務後，趙士強交出了勇士隊總教練兵符，改任那魯灣職棒公司副總經理，致力於運動產業的行銷及推廣。1998年也因為任務性被調派至臺中金剛隊拯救金剛隊的戰績，無奈當時的金剛隊隊伍殘破，趙仍無法使金剛起死回生。1999年轉任台北太陽隊總教練，率領太陽隊以48勝3和33敗戰績、五成九三勝率登上季賽王座，然而在接下來的總冠軍戰，卻以二勝四敗戰績無緣登上年度總冠軍王座。不過在隔年，趙士強所帶領的太陽隊，獲得日職前西武獅強投石井丈裕的加盟，以52勝30敗3和，六成三四的超高勝率奪得例行賽冠軍，並一路過關斬將，在總冠軍賽時四連勝橫掃年代雷公隊，奪下年度總冠軍桂冠。
在擔任總教練期間，合計趙士強從1997年到2000年這四年期間，共領軍出賽274場，獲得153勝6和115敗戰績，勝率達到五成七一。
2003年兩聯盟合併，為了營造南徐北趙的對壘氣氛，趙接掌由宏碁金剛為主體的誠泰太陽隊總教練、以及那魯灣公司總經理。2004年誠泰銀行接手太陽隊，並改名為誠泰Cobras隊，爾後擔任誠宇育樂行銷股份有限公司總經理。後也負責誠泰Cobras隊的轉手案，轉手之後，趙士強也暫時離開棒球圈。2009年台中市政府與威達超舜公司合組成棒隊，趙士強擔任組訓小組總召集人及總教練。
2016年起擔任行政院體育運動發展委員會諮詢委員暨職棒發展小組召集人，體育運動發展委員會於2021年9月起任務解編。

## 電影
- 紅葉小巨人

## 經歷
- 台中市北屯國小籃球隊（1972年）
- 台中市北屯國小少棒隊（1973年入選第五代金龍隊）
- 台中市東峰國中青少棒隊（後來轉至美和）
- 屏東縣美和中學青少棒隊
- 屏東縣美和中學青棒隊
- 文化大學棒球隊（味全）
- 本田技研鈴鹿棒球隊（日本業餘社會人球隊）(1985年～1986年)
- 文化大學味全業餘球隊教練（1987年）
- 味全龍隊參加職業聯盟並擔任總教練（1989年）
- 中華職棒味全龍隊副領隊（1990年2月～1991年1月）
- 俊國職棒公司副總經理（1992年5月～1993年2月）
- 中華職棒味全龍隊副領隊（1993年6月～1996年7月）
- 中華棒協技術委員會委員
- 那魯灣藍隊總教練（1996年）
- 台灣大聯盟年代勇士隊總教練（1997年）
- 台灣大聯盟中纖金剛隊總教練（1998年）
- 趙士強工作室（1998年～2015年）
- 台灣大聯盟誠泰太陽隊總教練（1999年～2000年）
- 那魯灣股份有限公司總經理（2001年～2002年）
- 中華職棒誠泰太陽隊總教練（2003年）
- 誠宇（誠泰）育樂行銷股份有限公司總經理（2004年）
- 斯邁喬治整合行銷有限公司董事長（2008年）
- 趙士強小吃店董事長（2010年～2012年）
- 英屬維京群島商創毅國際股份有限公司董事長（2015年）
- 華霏國際貿易有限公司總經理（2015年）
- 行政院體育運動發展委員會諮詢委員（2016年7月12日～2021年9月）
- 行政院體育運動發展委員會職棒發展小組召集人（2016年7月12日～2021年9月）
- 財團法人兆豐國際商業銀行文教基金會董事（2017年8月3日～）
- 中華民國棒球協會副理事長（2018年5月31日～）
- 台灣棒球名人堂副理事長（2021年12月11日～）

## 政治(選舉)

### 2012年區域立法委員選舉
- 台北市第六選區（大安區）

| 號次 | 候選人 | 政黨         | 得票數  | 得票率 | 當選標記 |
| ---- | ------ | ------------ | ------- | ------ | -------- |
| 1    | 葉邦宗 | 無黨籍       | 354     | 0.20%  |          |
| 2    | 周佩民 | 台灣主義黨   | 469     | 0.26%  |          |
| 3    | 陳振盛 | 親民黨       | 11,966  | 6.62%  |          |
| 4    | 趙衍慶 | 無黨籍       | 181     | 0.10%  |          |
| 5    | 王雲怡 | 台灣國民會議 | 2,128   | 1.18%  |          |
| 6    | 陳福民 | 無黨籍       | 2,286   | 1.26%  |          |
| 7    | 趙士強 | 民主進步黨   | 54,113  | 29.94% |          |
| 8    | 蔣乃辛 | 中國國民黨   | 108,488 | 60.03% |          |
| 9    | 王秀珠 | 人民最大黨   | 747     | 0.41%  |          |

## 外部連結
- 趙士強在台灣棒球維基館上的頁面（繁體中文）